# Nicolas Grenier
Nicolas Grenier (1975) è un poeta e cantautore francese.

## Biografia
Ha studiato presso l'Istituto di Studi Politici di Parigi e alla Sorbona. Nicolas Grenier è professore presso HEC Paris.
In Francia, è uno dei maggiori poeti della sua giovane generazione. Le sue poesie sono apparse su una cinquantina di riviste francesi e internazionali (Tower Journal) e sono tradotte in quindici lingue. Nel suo paese è considerato uno dei maestri nella creazione dei poemi giapponesi tanka e haiku. La sua prima raccolta di poesie su Saint-Germain-des-Prés riceve il prestigioso Premio Paul Éluard. Lavora con artisti internazionali in ambito musicale e fotografico.
In collaborazione con David Rochefort ha tradotto in francese le poesie di Barack Obama, Underground e Pop.
Scrive con altri compositori tributi per rendere omaggio a Bill Gates, Warren Buffett, John Fitzgerald Kennedy, Wittgenstein, le città di Marrakech e Parigi e in onore di Yves Bonnefoy.
Vive a Parigi.